# 中国共产党第七届中央委员会第六次全体会议
中国共产党第七届中央委员会第六次会议，又称中共七届六中全会，是指中国共产党在1955年10月4日至11日在北京召开的一次全体会议。
此次会议是一次扩大会议，出席会议的有中央委员38人，候补中央委员25人；各省、市、自治区党委书记和各地委书记，中央各部委和国家机关各部门党组负责人等388人。会议主要讨论农业合作化问题和关于召开中国共产党第八次全国代表大会。毛泽东主持全会，并作了《关于农业合作化问题》的报告。会议通过了《关于农业合作化问题的决议》及《农业生产合作社的示范章程（草案）》，使农业合作化运动的错误继续延续，毛泽东把邓子恢及其领导的中央农村工作部的“错误”性质定为“右倾机会主义”，认为对于农业合作化问题的争辩是关于“党的总路线是不是完全正确”的问题，是“反对资产阶级、反对富农反抗的阶级斗争”的问题，开启了压制党内不同意见、将工作中的意见分歧上升为路线斗争和阶级斗争的先例。此次全会成为中国农业合作化运动的一个重大转折点。